# Kristoffer Eriksen Sundal
Kristoffer Eriksen Sundal, né le 7 février 2001  est un sauteur à ski norvégien.

## Palmarès

### Championnats du monde
| Épreuve / Édition | Épreuve / Édition | Planica 2023 | Trondheim 2025 |
| Petit tremplin    |                   |              |                |
| Grand tremplin    |                   |              |                |
| Par équipes       | Grand tremplin    | Argent       | Bronze         |
| Par équipes mixte | Petit tremplin    |              |                |

### Coupe du monde
- 4 podiums en individuel : 1 deuxième place et 3 troisièmes places.
- 2 podiums par équipes dont 1 victoire.
- 2 podiums en Super Team : 1 deuxième place et 1 troisième place.
- 3 podiums par équipes mixte : 1 victoire et 2 deuxièmes places.

#### Différents classements en Coupe du monde
| Année     | Classement général final |
| 2022-2023 | 27e                      |